# Pelarne församling
Pelarne församling är en församling inom Svenska kyrkan i Smålandsbygdens kontrakt av Linköpings stift, Vimmerby kommun, Kalmar län, Småland. Församlingen ingår i Vimmerby pastorat.
Församlingskyrka är Pelarne kyrka.

## Administrativ historik
Församlingen har medeltida ursprung. 
Församlingen var till 1962 annexförsamling i pastoratet Vimmerby stads- och landsförsamlingar samt Pelarne, och från 1962 till 1992 annexförsamling i pastoratet Rumskulla och Pelarne, men är från 1992 annexförsamling i pastoratet Vimmerby, Tuna, Rumskulla och Pelarne, som från 2006 också omfattar Frödinge och Locknevi församlingar.

## Komministrar
| Ämbetstid | Namn                   | Levnadstid | Övrigt                                      |
| --------- | ---------------------- | ---------- | ------------------------------------------- |
| 1358      | Nicolaus               |            |                                             |
| 1637–1651 | Nicolaus Sunonis       | –1651      |                                             |
| 1649–1669 | Sveno Erici Regnerus   | 1611–1688  | Senare kyrkoherde i Björsäters församling.  |
| 1669–1700 | Petrus Laurentii Hjort | 1627–1704  |                                             |
| 1700–1712 | Odericus Milander      | 1669–1724  | Senare kyrkoherde i Västerlösa församling.  |
| 1713–1715 | Sveno Svenonis Schmidt | –1715      |                                             |
| 1715–1744 | Petrus Kugelström      | 1666–1746  |                                             |
|           | Petrus Petri Hultner   |            | Senare kyrkoherde i Gärdserums församling.  |
| 1758–1772 | Anders Johan Meurling  | 1718–1793  | Senare kyrkoherde i Hults församling.       |
| 1774–1778 | Jonas Mörtling         | 1733–1803  | Senare kyrkoherde i Näsby församling.       |
|           | Johan Peter Petersson  |            | Senare kyrkoherde i Frödinge församling.    |
|           | Öjar Nylander          | 1770–1837  | Senare kyrkoherde i Ulrika församling.      |
|           | Hans Peter Bode        | 1788-1850  | Senare kyrkoherde i Västra Ryds församling. |
|           | Georg Gideon Calén     | 1792–1861  | Senare komminister i Slaka församling.      |
|           | Johan Axel Petersson   | 1793–1859  | Senare komminister i Gammalkils församling. |
|           | Carl Gustaf Egnell     |            | Senare komminister i Västra Eds församling. |
| 1842–     | Carl Peter Agrelius    | 1798–      |                                             |
| 1864–1881 | Carl Eriksson          | 1838–      | Senare kyrkoherde i Västra Ryds församling. |
| 1882–1889 | August Höglander       | 1854–      | [ 8 ]                                       |
| 1890–1899 | Adolf Juberg           | 1853–      | [ 9 ]                                       |
| 1900–1916 | Joel Blomqvist         | 1870–      | [ 10 ]                                      |
| 1924–1942 | Oscar Hultstam         | 1869–      | [ 11 ]                                      |
| 1945–1955 | Karl Gösta Gilstring   | 1915–1986  | [ 12 ] [ 13 ]                               |